# Lae

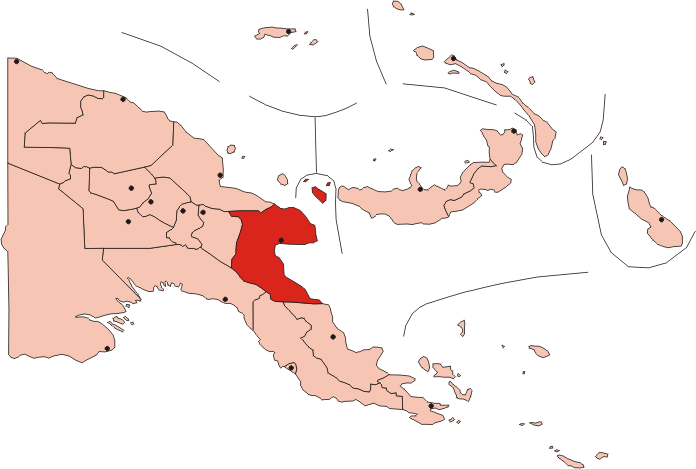
Localização de Lae na província de Morobe

Lae é uma cidade de Papua-Nova Guiné. Conta com 73 918 habitantes e é a segunda cidade mais populosa do país, atrás da capital Port Moresby. É considerada a capital industrial do país. Também é conhecida por seus jardins botânicos de grande beleza. É a capital da província de Morobe.

## História
A cidade nasceu na febre do ouro ocorrida entre 1920 e 1930. Lae surgiu nos arredores de um aeroporto, no qual agora está em desuso e já foi substituído pelo novo Aeroporto Lae Nadzab.

## Geografía e clima
Lae está situada no Golfo de Huon (Mar de Salomão), na foz do rio Markham. Lae tem uma temperatura máxima de 31 °C e mínima de 22 °C.